# Odontria halli
Odontria halli är en skalbaggsart som beskrevs av Thomas Broun 1921. Odontria halli ingår i släktet Odontria och familjen Melolonthidae. Inga underarter finns listade i Catalogue of Life.

## Bildgalleri

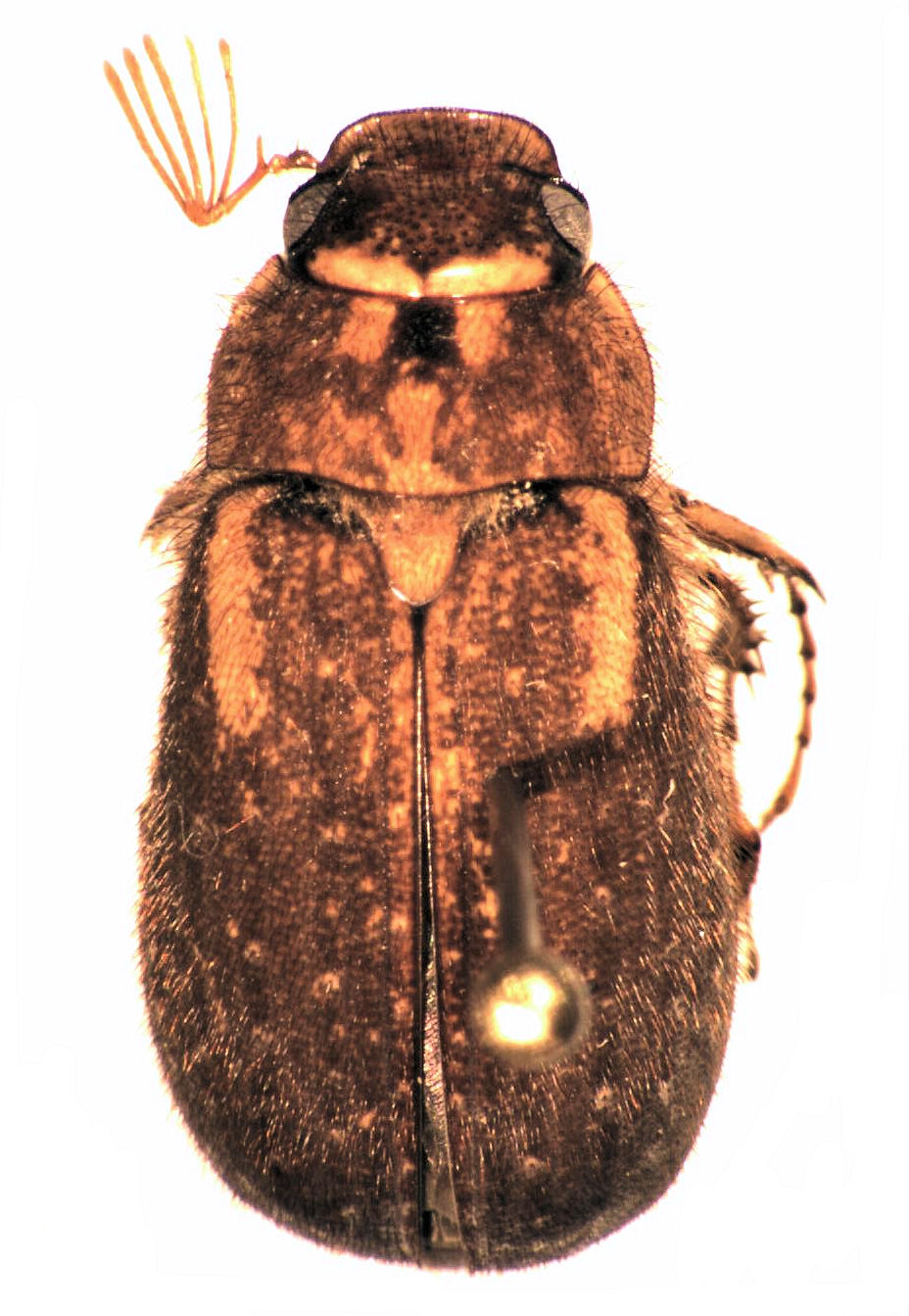